# Schietsport op de Olympische Zomerspelen 1952
De schietsport is een van de sporten die beoefend werden tijdens de Olympische Zomerspelen 1952 in Helsinki.

## Heren

### vrij geweer 300 m drie houdingen
| rang   | sporter            | land | score |
| ------ | ------------------ | ---- | ----- |
| Goud   | Anatoli Bogdanov   | URS  | 1123  |
| Zilver | Robert Bürchler    | SUI  | 1120  |
| Brons  | Lev Vainsjtein     | URS  | 1109  |
| 4      | August Hollenstein | SUI  | 1108  |
| 5      | Vilho Ylönen       | FIN  | 1107  |
| 6      | Robert Sandager    | USA  | 1104  |
| 7      | Holger Erbén       | SWE  | 1102  |
| 8      | Walther Fröstell   | SWE  | 1099  |

### kleinkalibergeweer 50 m drie houdingen
| rang   | sporter           | land | score |
| ------ | ----------------- | ---- | ----- |
| Goud   | Erling Kongshaug  | NOR  | 1164  |
| Zilver | Vilho Ylönen      | FIN  | 1164  |
| Brons  | Boris Andrejev    | URS  | 1163  |
| 4      | Ernst Huber       | SUI  | 1162  |
| 5      | Pjotr Avilov      | URS  | 1162  |
| 6      | Iosif Sîrbu       | ROU  | 1161  |
| 7      | Uno Berg          | SWE  | 1158  |
| 8      | Kullervo Leskinen | FIN  | 1157  |

### kleinkalibergeweer 50 m liggend
| rang   | sporter           | land | score |
| ------ | ----------------- | ---- | ----- |
| Goud   | Iosif Sîrbu       | ROU  | 400   |
| Zilver | Boris Andrejev    | URS  | 400   |
| Brons  | Arthur Jackson    | USA  | 399   |
| 4      | Gilmour Boa       | CAN  | 399   |
| 5      | Erich Spörer      | GER  | 399   |
| 6      | Otto Horber       | SUI  | 398   |
| 7      | Kullervo Leskinen | FIN  | 398   |
| 8      | Severino Moreira  | BRA  | 398   |

### vrij pistool 50 m
| rang   | sporter              | land | score |
| ------ | -------------------- | ---- | ----- |
| Goud   | Huelet Benner        | USA  | 553   |
| Zilver | Angel de León Gozalo | ESP  | 550   |
| Brons  | Ambrus Balogh        | HUN  | 549   |
| 4      | Konstantin Martazov  | URS  | 546   |
| 5      | Lev Vainsjtein       | URS  | 546   |
| 6      | Torsten Ullman       | SWE  | 543   |
| 7      | Klaus Lahti          | FIN  | 541   |
| 8      | Beat Rhyner          | SUI  | 539   |

### snelvuurpistool 25 m
| rang   | sporter                    | land | score |
| ------ | -------------------------- | ---- | ----- |
| Goud   | Károly Takács              | HUN  | 579   |
| Zilver | Szilárd Kun                | HUN  | 578   |
| Brons  | Gheorghe Lichiardopol      | ROU  | 578   |
| 4      | Carlos Díaz Sáenz Valiente | ARG  | 577   |
| 5      | Pentti Linnosvuo           | FIN  | 577   |
| 6      | Panait Calcai              | ROU  | 575   |
| 7      | William McMillan           | USA  | 575   |
| 8      | Vassili Frolov             | URS  | 573   |

### lopend hert 100 m
| rang   | sporter             | land | score |
| ------ | ------------------- | ---- | ----- |
| Goud   | John Larsen         | NOR  | 413   |
| Zilver | Per Olof Sköldberg  | SWE  | 409   |
| Brons  | Tauno Mäki          | FIN  | 407   |
| 4      | Rolt Bergersen      | NOR  | 399   |
| 5      | Thorleif Kockgård   | SWE  | 397   |
| 6      | Yrjö Miettinen      | FIN  | 392   |
| 7      | Pjotr Nikolajev     | URS  | 385   |
| 8      | Vladimir Sevrjoegin | URS  | 383   |

### trap
| rang   | sporter          | land | score |
| ------ | ---------------- | ---- | ----- |
| Goud   | George Genereux  | CAN  | 192   |
| Zilver | Knut Holmqvist   | SWE  | 191   |
| Brons  | Hans Liljedahl   | SWE  | 190   |
| 4      | František Čapek  | TCH  | 188   |
| 5      | Konrad Huber     | FIN  | 188   |
| 6      | Ioannis Koutsis  | GRE  | 187   |
| 7      | Galliano Rossini | ITA  | 187   |
| 8      | Italo Bellini    | ITA  | 186   |

## Medaillespiegel
| rang   | land             | goud | zilver | brons | totaal |
| ------ | ---------------- | ---- | ------ | ----- | ------ |
| 1      | Noorwegen        | 2    | 0      | 0     | 2      |
| 2      | Sovjet-Unie      | 1    | 1      | 2     | 4      |
| 3      | Hongarije        | 1    | 1      | 1     | 3      |
| 4      | Roemenië         | 1    | 0      | 1     | 2      |
| 4      | Verenigde Staten | 1    | 0      | 1     | 2      |
| 6      | Canada           | 1    | 0      | 0     | 1      |
| 7      | Zweden           | 0    | 2      | 1     | 3      |
| 8      | Finland          | 0    | 1      | 1     | 2      |
| 9      | Spanje           | 0    | 1      | 0     | 1      |
| 9      | Zwitserland      | 0    | 1      | 0     | 1      |
| totaal | totaal           | 7    | 7      | 7     | 21     |